# E3 Harelbeke 1997
De E3 Harelbeke 1997 is de 40e editie van de wielerklassieker E3 Harelbeke en werd verreden op 29 maart 1997. Hendrik Van Dyck kwam na 206 kilometer als winnaar over de streep.

## Uitslag
| Plaats  | Naam              | Ploeg                   | Tijd     |
| ------- | ----------------- | ----------------------- | -------- |
| Winnaar | Hendrik Van Dyck  | TVM-Farm Frites         | 5u11’00” |
| 2       | Paolo Fornaciari  | Saeco                   | z.t.     |
| 3       | Brian Holm        | Team Deutsche Telekom   | + 49”    |
| 4       | Léon van Bon      | Rabobank                | z.t.     |
| 5       | Wim Feys          | Lotto-Mobistar-Isoglass | z.t.     |
| 6       | Wilfried Peeters  | Mapei-GB                | + 54”    |
| 7       | Geert Van Bondt   | Vlaanderen 2002         | + 1’25”  |
| 8       | Peter Van Petegem | TVM-Farm Frites         | z.t.     |
| 9       | Andrei Tchmil     | Lotto-Mobistar-Isoglass | z.t.     |
| 10      | Massimo Strazzer  | Roslotto-ZG Mobili      | z.t.     |